# Nécropole nationale de Saint-Mandrier-sur-Mer
La Nécropole nationale de Saint-Mandrier-sur-Mer est un cimetière militaire franco-italien, situé dans la commune de Saint-Mandrier-sur-Mer, en France.

## Description
La nécropole est située sur les hauteurs de la presqu'île de Saint-Mandrier, à proximité du site militaire situé sur la presqu'île.
Elle fut créée en 1670 par Colbert, alors ministre de Louis XIV. Cette nécropole est reprise en charge par le ministère des Anciens Combattants en décembre 1948, et est alors érigée en nécropole nationale.

### Entrée
À l'entrée de la nécropole, située juste en face de l'entrée de la base militaire, on peut voir un mausolée en forme de pyramide datant de 1810. Haut de 8 m, il est cerné par deux sphinx et abrite le tombeau du vice-amiral Louis-René-Madeleine de Latouche-Tréville, commandant en chef des Forces Navales de Méditerranée, décédé a bord de son navire le Bucentaure en rade de Toulon le 19 août 1804.
Ce mausolée est entouré de deux drapeaux, définissant les deux parties du cimetière : italien à droite et français à gauche.

### Partie française
La partie réservée à la France est celle de gauche. Elle comprend 1 081 tombes de soldats décédés durant la Première Guerre mondiale :
- 1 024 tombes pour les soldats français de l'armée d'Orient[1],
- 22 tombes pour les soldats serbes,
- 18 tombes pour les soldats grecs,
- 16 tombes pour les soldats russes,
- 1 tombe contient les restes d'un travailleur bulgare.

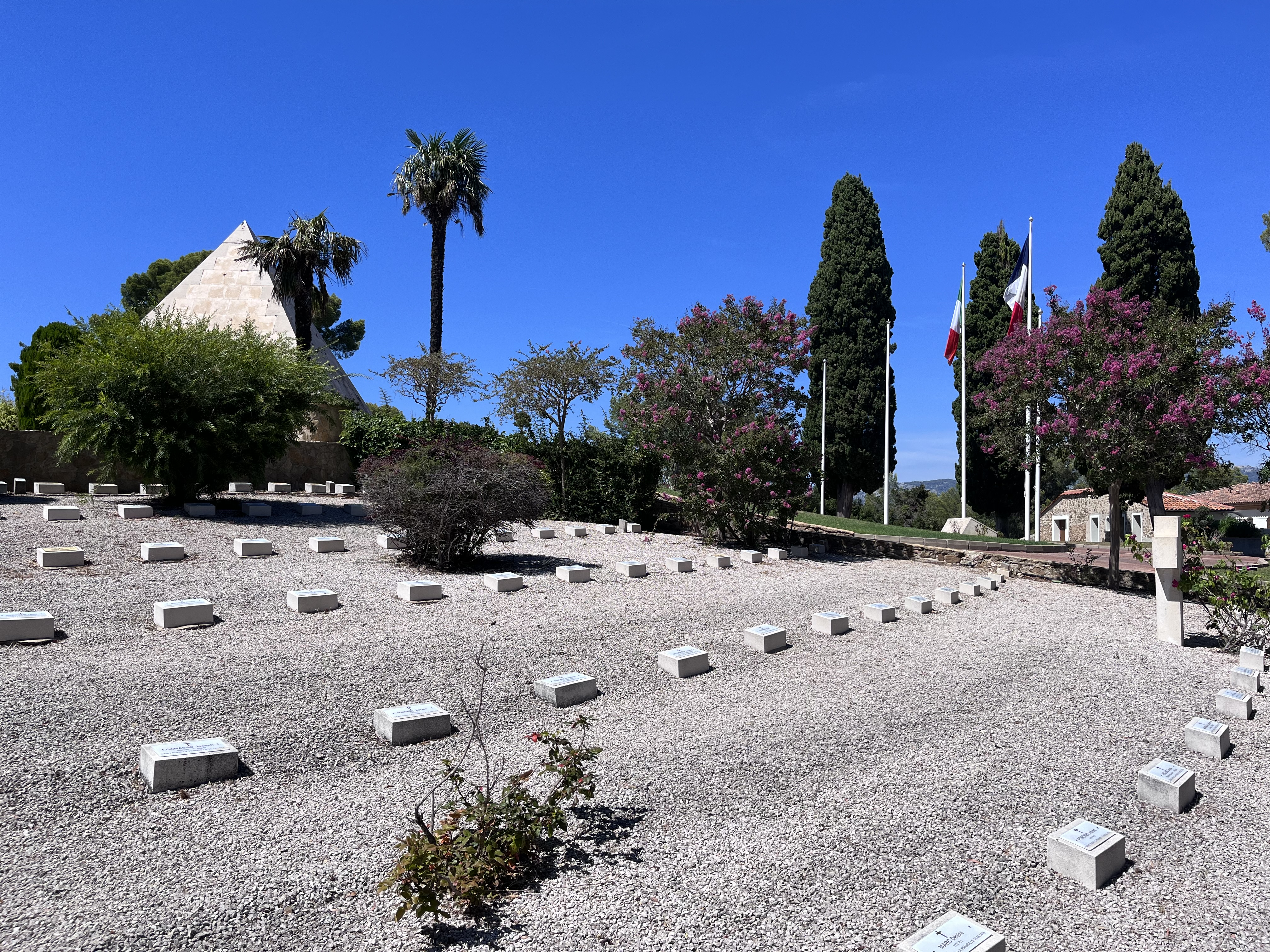
Allées de tombes françaises
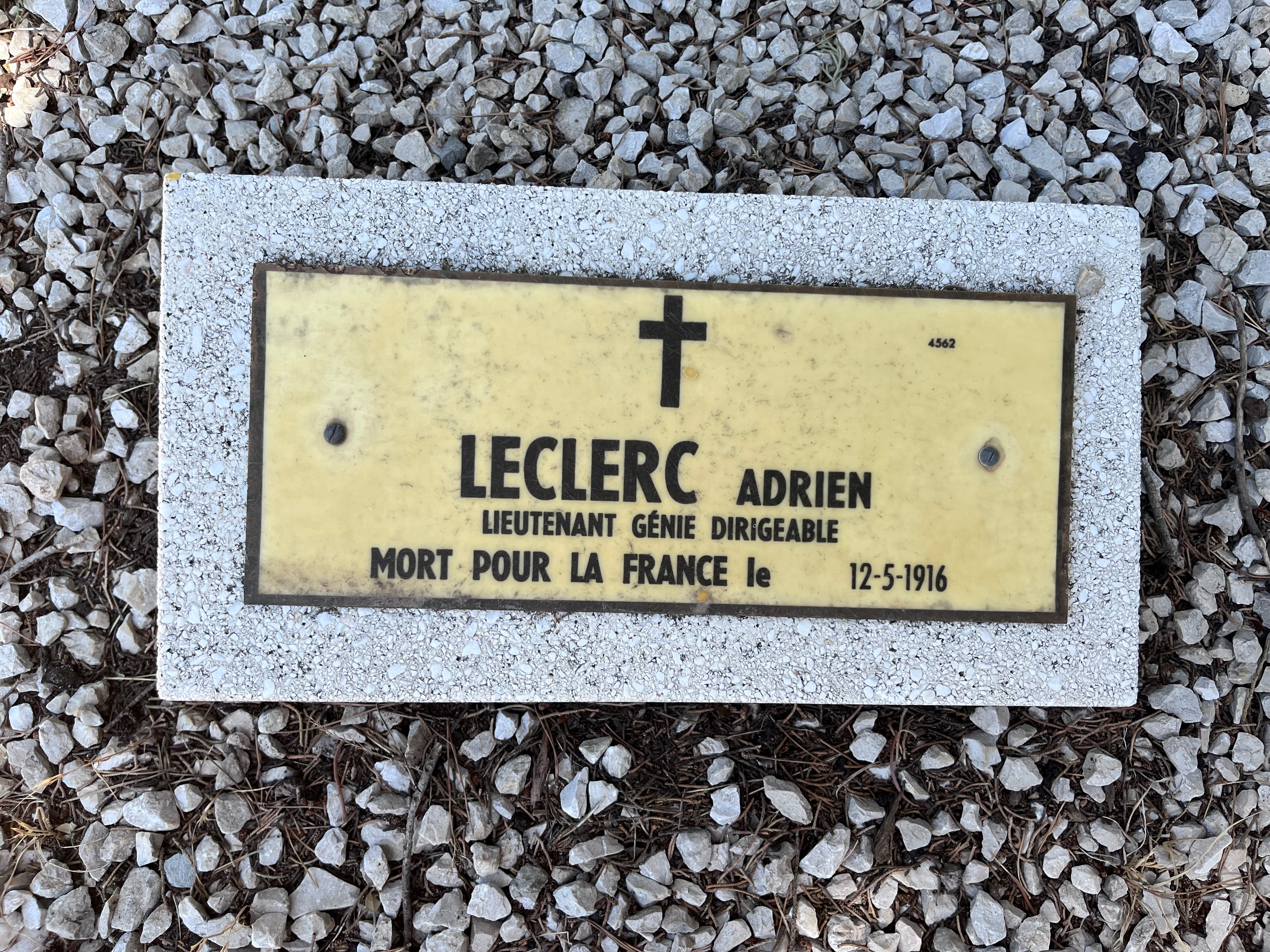
Tombe du Lieutenant Adrien Leclerc, mort le 12 mai 1916
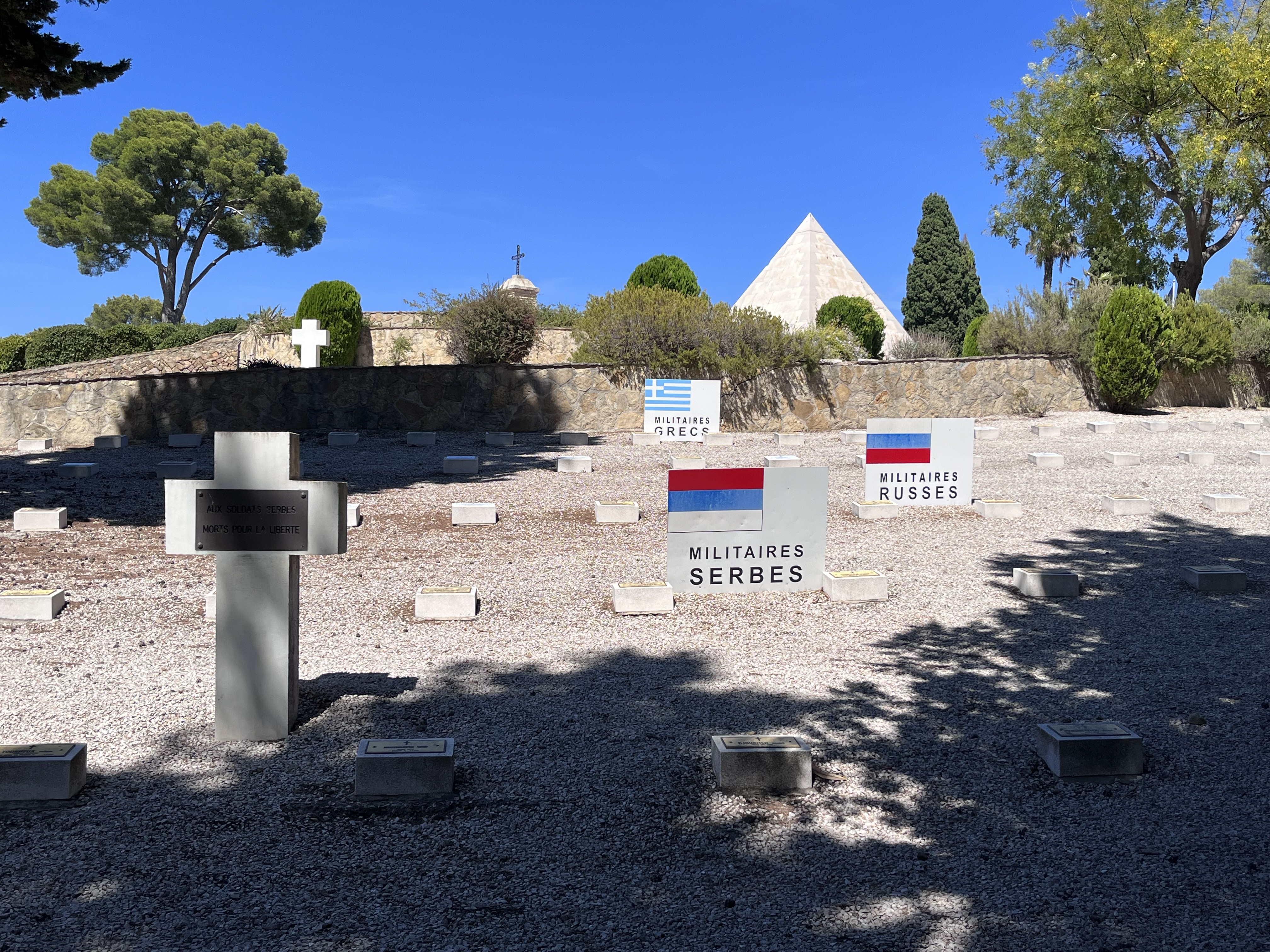
Panneaux annonçant la présence de tombes étrangères

Un ossuaire contient également les ossements de 777 soldats français.
De plus, 2 monuments ont été érigés :
- Derrière la pyramide, un monument rend hommage aux « Officiers du Service de Santé de la Marine, du Personnel soignant et aux Religieuses décédées à l'Hôpital Maritime de Saint-Mandrier » entre 1670 et 1935,
- Un tombeau rend hommage à Marie-Nicolas Ravier, capitaine de l'armée d'Orient mort le 8 octobre 1917[3].

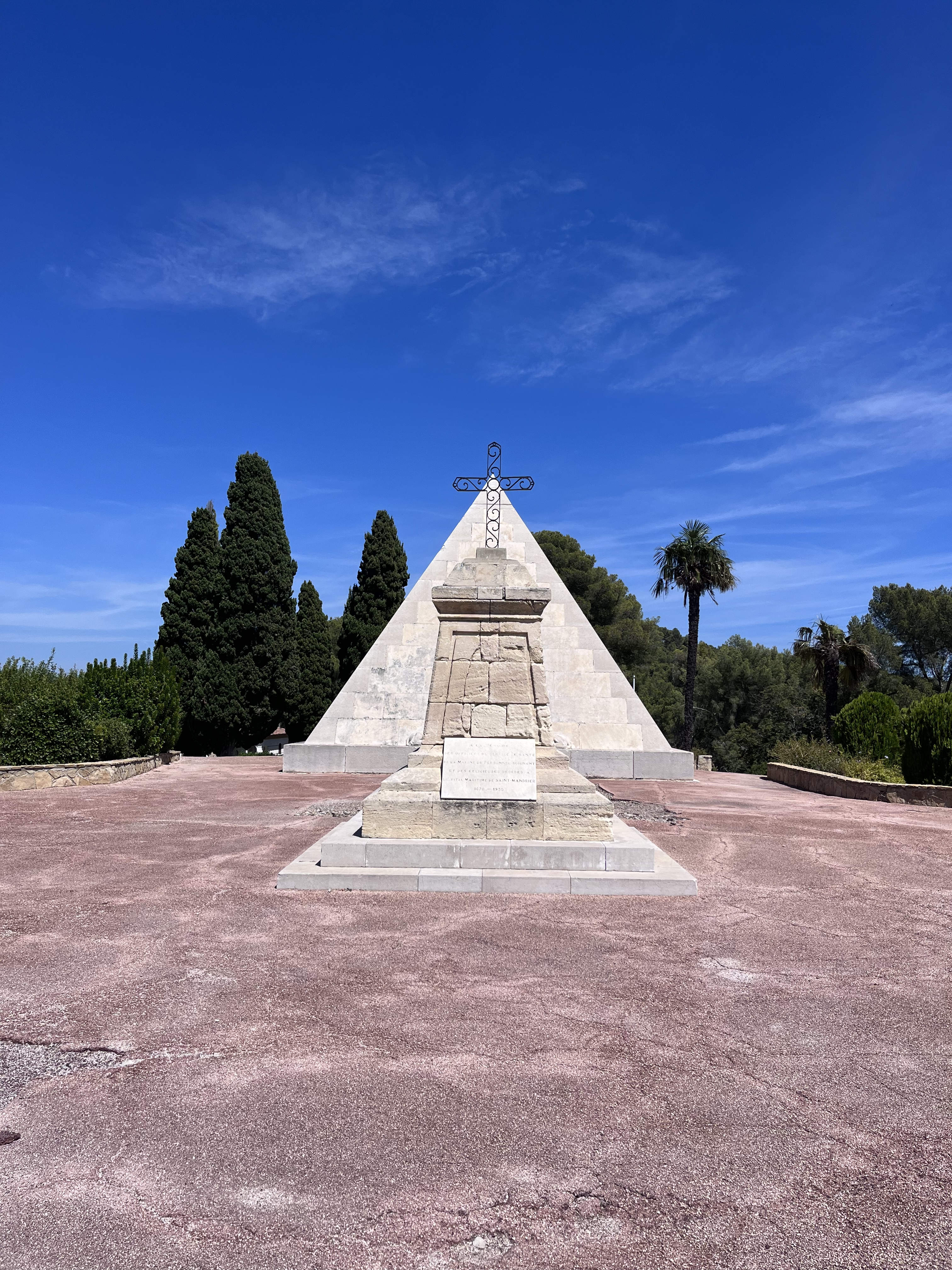
Monument derrière la pyramide
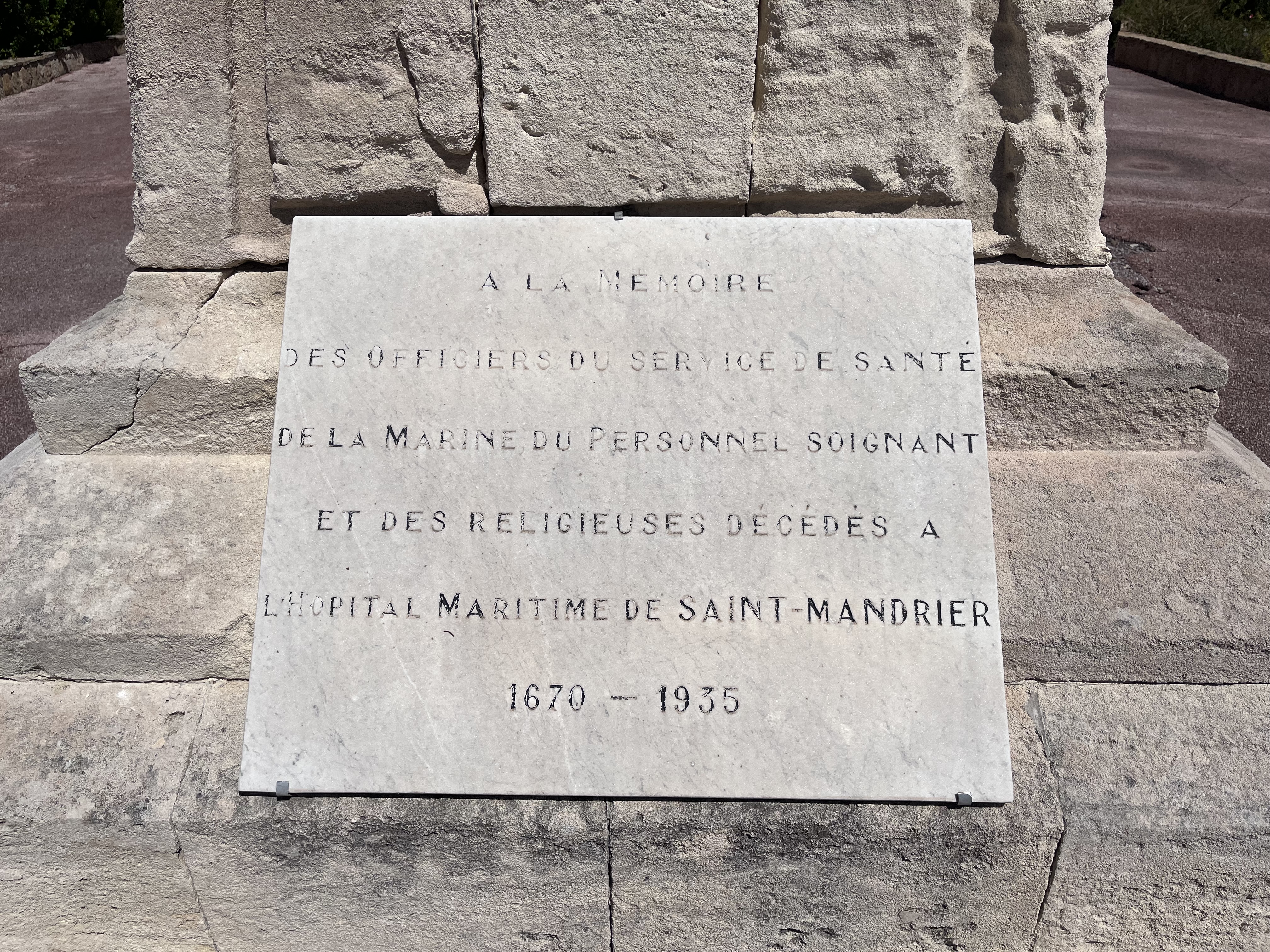
Plaque commémorative

### Partie italienne
La partie réservée à l'Italie est celle de droite. Elle comprend les tombes de 975 Italiens, sous forme de columbarium, dont les corps n'ont pas été réclamés, qui ont péri dans le sud de la France durant la Seconde Guerre mondiale. Cet espace a été cédé au gouvernement italien en 1961.

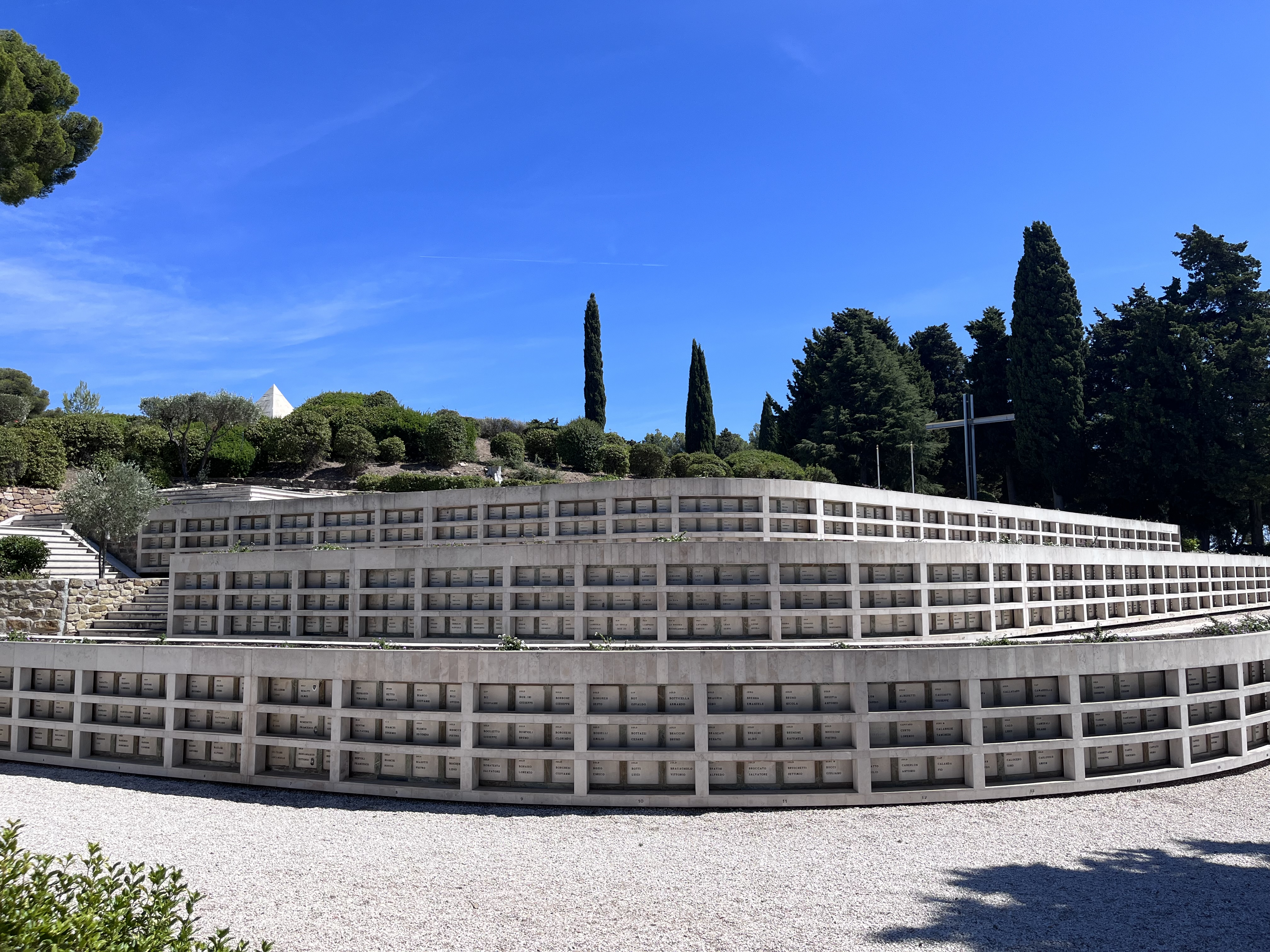
Columbarium italien
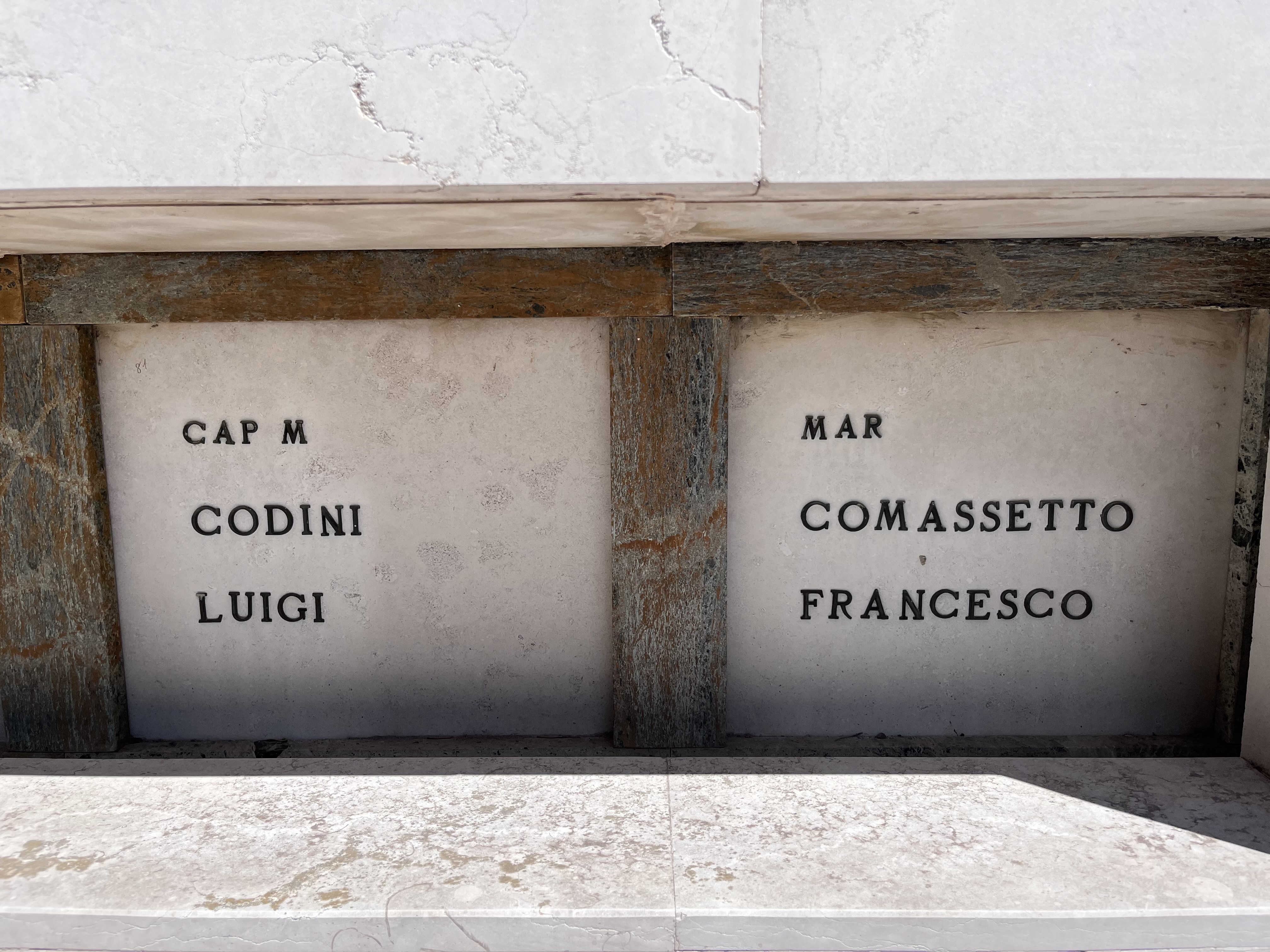
Exemple de 2 tombes italiennes

Un monument est érigé à proximité de la pyramide, sur lequel on peut lire « Pax Bellum. Al dovere tutto dettero nulla chiesero obbedirono », traduit par « Paix guerre. Au devoir ils ont tout donné, ils n'ont rien demandé, ils ont obéi ».

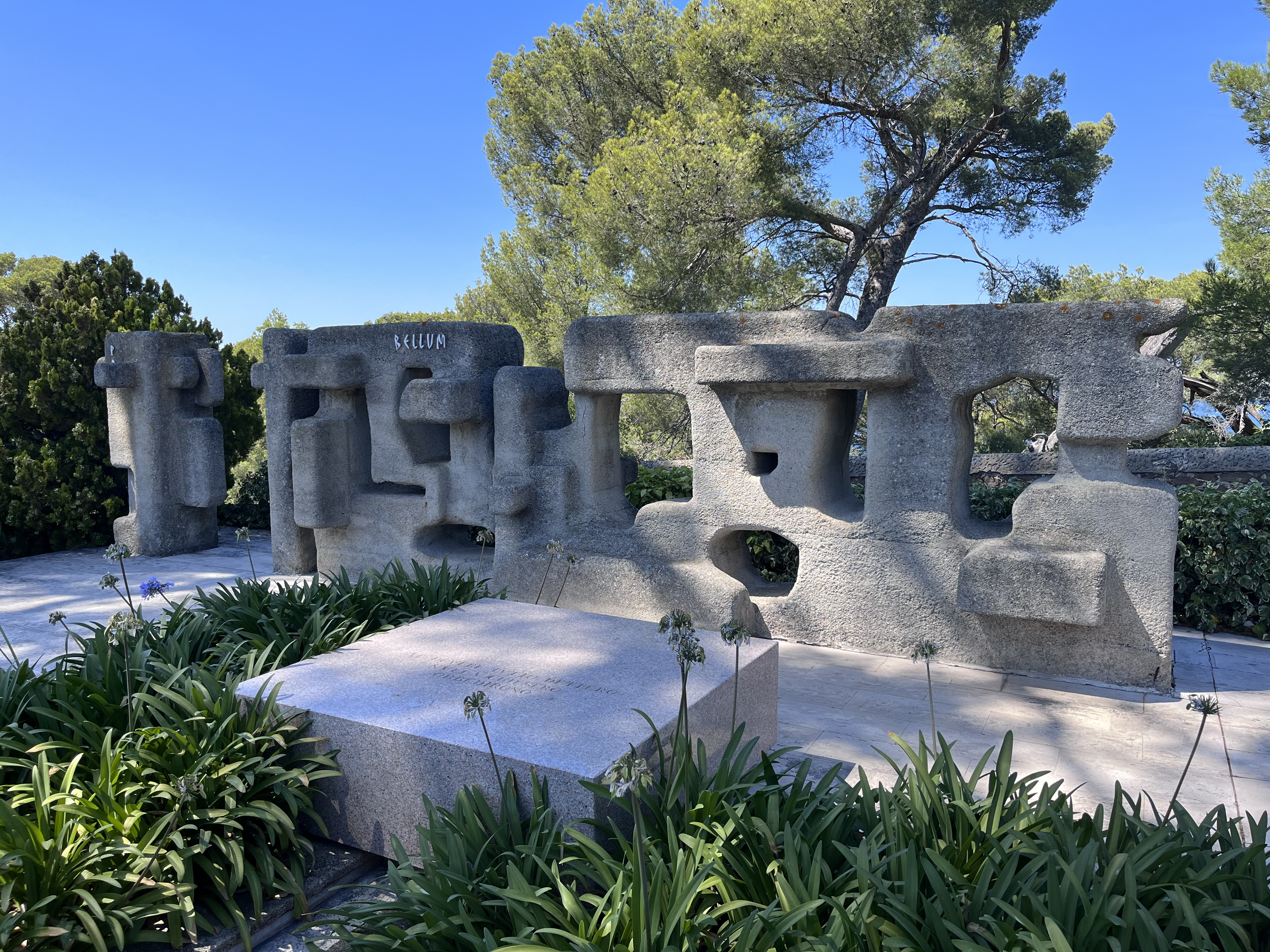
Monument italien

## Dans la culture générale
La Nécropole nationale de Saint-Mandrier-sur-Mer est considérée comme l'un des plus beaux cimetières en France.